# 필러 (영상학)
필러(filler)는 주로 TV 방송국이나 라디오 방송국에서, 프로그램과 프로그램 사이의 자투리 시간에 방송하는 영상이나 음성이다.
TV 방송국이나 라디오 방송국에서는 프로그램과 프로그램 사이에 비는 시간이 있을 경우 환경영상이나 음악을 내보내서 시간을 메우는 것에서, 그 시간을 필러라고 부르게 되었다.
대개는 음악을 넣은 환경영상(지구상의 자연이나 풍경을 묘사한 영상)인 경우가 많다. 다만 어디까지나 '채우기용'이기 때문에 상황에 따라 얼마든지 뺄 수 있다.
방송국 내에서 필러로써 쓰는 틀 자체나 거기서 사용하는 영상이나 음성을 '보장BG(保障BG)'라고 부르며, 정작 필러라는 표현은 방송국 내에서 보편적으로 쓰이는 명칭은 아니다.

## 사용 예

### 대한민국
대한민국에서는 2012년 10월 이전까지 지상파 TV 방송국의 24시간 방송이 법률로 금지되어 있었기 때문에, 정규방송 시작(아침 6시) 15분 전인 5시 45분에 클래식 등의 음악과 같이 당일 방송편성 안내를 했었다.
대부분의 경우 방송 종료하고 다음 날 방송이 시작될 때까지는 정파를 했었으나, 일부 지역국이나 지역 민영방송의 경우에는 테스트 패턴(주로 Phillips PM5544)과 같이 가요나 클래식 등을 송출하는 경우도 있었다.
2008년 이후로 모든 방송국에서 방송시작 15분 전에 방송하는 화면조정시간에는 테스트 패턴을 쓰지 않고 계절별 풍경영상을 BGV로, 클래식이나 팝송, 뉴에이지, 각 종 OST 등을 BGM으로 쓰는 필러를 쓴다.
지상파 24시간 방송이 허용된 이 후, KBS1TV는 매일 새벽 4시 50분부터 약 3분간 송출하고, MBC, SBS는 매주 일요일 새벽 4시 45분에 송출한다. 그리고 24시간 방송을 하지 않는 KBS2TV와 EBS는 매일 새벽 4시 45분에 송출한다. KBS2TV의 경우 2016년 4월 24일까지는 1시간 늦은 5시 45분에 송출하였고 6시에 정규방송을 시작하였다. (현재 지상파 TV 5개 채널의 정규방송 시작 시각은 오전 5시)
24시간 방송이 허용되는 케이블 TV PP의 경우에는 정파를 하는 경우가 드무나, 교통방송 계열 PP인 tbs TV 서울에서는 방송하지 않는 시간대에 서울 시내에 설치된 CCTV영상과 같이 다음날 방송편성 안내를 한다(무음).
이외 특이한 사례로는 btn 불교TV에서는 한때 방송을 하지 않는 시간대에 불경 낭독을 송출했다(현재는 24시간 방송을 하므로 폐지).

### 조선민주주의인민공화국
조선민주주의인민공화국의 경우 필러 화면은 주로 애국가를 하는 시간대에만 쓰이고 있으며, 화면조정시간대에는 기존의 테스트 패턴을 활용하는 경우가 많아 거의 쓰이지 않는 것으로 보인다.

### 일본
일본은 대한민국의 지상파, 종편 방송들과 달리 필러 형태의 안내 방송 프로그램을 쓰는 일이 거의 없기 때문에 방송 편성은 일본내 모든 방송사 홈페이지나 신문지 등을 참고 자료로 두루 활용되고 있으므로, 필러 화면은 방송 시작 전에 샘플링 추출 형태로 되어 있는 예고편 영상과 비슷한 방식으로 쓰인다. 단적인 예로는 일본방송협회(이하 NHK)나 일부 민영 방송사에서는 기미가요를 필러로 사용하는 경우가 대부분이다.

## 같이 보기
- 테스트 패턴
- SMPTE 컬러바
- EBU 컬러바
- 필립스 PM5544